# Geraltov
Geraltov (in ungherese Gellért) è un comune della Slovacchia facente parte del distretto di Prešov, nella regione omonima.